# Bayat (tribu)
 (août 2018).
Si vous disposez d'ouvrages ou d'articles de référence ou si vous connaissez des sites web de qualité traitant du thème abordé ici, merci de compléter l'article en donnant les références utiles à sa vérifiabilité et en les liant à la section « Notes et références ».
Pour les articles homonymes, voir Bayat (homonymie).
Les Bayat (azéri : Bayat tayfası, turc : Bayat boyu, turkmène : Baýat taýpasy, persan : بیات) sont une tribu des Oghouzes, un peuple turc originaire d'Asie centrale. Il est aujourd'hui utilisé comme nom de famille par les descendants de cette tribu. Ce sont les fondateurs de la Dynastie Kadjar.
Cette tribu est issue de la descendance de Gün Khan (ou qan ou han, dont le totem est la buse variable), un des fils de Oğuz Qan (ou Oghuz Khan), fondateur des Oghouzes.
En Chine, ils sont connus sous le nom de chinois : 巴岳特 ; pinyin : bāyuètè, à ne pas confondre avec la tribu mongole des Bayad (mongol : Баяд ; chinois : 巴牙惕 ; pinyin : bāyátì), bien que le Bayat Xilang (ou Bayat Xilang) était inclus dans la bannière mongole bleue, incluant Turcs et Mongols, sous la Dynastie Qing.